# Tabango
Tabango è una municipalità di quarta classe delle Filippine, situata nella Provincia di Leyte, nella Regione di Visayas Orientale.
Tabango è formata da 13 baranggay:
- Butason I
- Butason II
- Campokpok
- Catmon
- Gimarco
- Gibacungan
- Inangatan
- Manlawaan
- Omaganhan
- Poblacion
- Santa Rosa
- Tabing
- Tugas